# Tom Dey
Thomas Ridgeway Dey (Hanover, Nova Hampshire, 14 de abril de 1965), mais conhecido como Tom Dey, é um cineasta norte-americano. 

## Carreira
Tom Dey é um graduado da Brown University e na American Film Institute em Los Angeles. Dey começou sua carreira gravando um comercial para a Ridley Scott Associates em 1993 logo após se formar na American Film Institute.
Seu primeiro trabalho foi como diretor de um episódio da série americana The Hunger chamado de Clarimonde, em 1998. Seu trabalho de estréia no cinema foi no filme Shanghai Noon, conhecido no Brasil como Bater ou Correr, estrelando Jackie Chan e Owen Wilson de 2000.
Seu segundo trabalho foi no filme Showtime de 2002, estrelando Eddie Murphy e Robert De Niro, tendo sido um fracasso de bilheteria e de critica, sendo indicado a dois Framboesa de Ouro.
Seu ultimo filme foi Marmaduke, estrelando Owen Wilson, baseado na tira de jornal do mesmo nome, lançado em 2010.

## Filmografia
| Ano  | Título            | Nota                           |
| ---- | ----------------- | ------------------------------ |
| 2000 | Shanghai Noon     | Estréia como diretor de cinema |
| 2002 | Showtime          | Seu segundo filme              |
| 2006 | Failure to Launch | Seu terceiro filme             |
| 2012 | Marmaduke         | Como produtor e diretor        |

| Ano  | Título     | Nota                 |
| ---- | ---------- | -------------------- |
| 1998 | The Hunger | Episódio: Clarimonde |